# Gerhard Palfinger
Gerhard Palfinger (* 28. Juli 1938 in Wien; † 23. Mai 2000) war Geodät, Hochschullehrer und Zivilingenieur in Wien bzw. Niederösterreich und in den 1990er Jahren Präsident der österreichischen Bundeskammer der Architekten und Ingenieurkonsulenten.
Um 1965 wurde er Hochschulassistent an der TU Wien bei Friedrich Hauer und dissertierte 1974 zum Thema Übergangsbogen. Später Lehrbeauftragter für Ingenieurgeodäsie, wurde er in den 1980er Jahren Honorarprofessor am geodätischen Institut.
Als Ingenieurkonsulent mit Firmensitz in Mödling bei Wien machte er sich vor allem einen Namen mit der vermessungs- und bautechnischen Optimierung von Hochhäusern in Plattenbauweise und referierte darüber auch auf Fachtagungen.
Weitere Tätigkeitsfelder waren die Qualitätskontrolle im Hochbau und die Photogrammetrie. In den 1990er Jahren zum Präsidenten der österreichischen Bundesingenieurkammer gewählt, engagierte er sich u. a. für eine Neufassung der Standesregeln für Ziviltechniker.
1997 gründete er mit Gerhard Stolitzka (BoKu Wien) und anderen Zivilingenieuren die APC Photogrammetrie Ziviltechniker GesmbH in Wien 18.

## Publikationen (Auswahl)
- Beiträge zur Nullstellenbestimmung für transzendente Kurven durch Iterationsverfahren. Dissertation, TU Wien 1974.
- mit Gerhard Möslinger: Vom Datensmog zur sauberen Information. Tagungsband "Geodäsie traditionell fortschrittlich", 78. Deutscher Geodätentag, Mainz 1994.
- Geometer – Ein Beruf mit Zukunft. Tagungsband 9. Internationale Geodätische Woche, Innsbruck 1997 (online).
- Standesregeln der Ziviltechniker. Besprechung in KONSTRUKTIV Nr. 187, Wien 1995.
- mit Stefan Kollarits: Verortete Verordnung. 10. Internat. Geodätische Woche, Obergurgl 1999.